# فیشبک
فیشبک (به آلمانی: Fischbeck) یک منطقهٔ مسکونی در آلمان است که در ووشت-فیشبک واقع شده‌است. فیشبک ۶۷۲ نفر جمعیت دارد.